# Place de la Victoire (Gênes)
Pour les articles homonymes, voir place de la Victoire.
La place de la Victoire est une des principales places, avec la Piazza De Ferrari, de Gênes en Ligurie.
Elle se trouve dans le centre de la ville, près de la gare de Gênes-Brignole et du moderne centre directionnel de Corte Lambruschini. Elle a été construite dans les années 1930.
Sur la place se trouve un grand arc de triomphe, l'Arc de la Victoire, réalisé par Edoardo De Albertis, monument aux morts de la Première Guerre mondiale, avec l'escalier du soldat inconnu, appelé « Escalier des trois Caravelles ».
Depuis 2009, la place accueille chaque année l'Oktoberfest de Gênes.